# マモノヴォ
マモノヴォ（ロシア語: Мамоново, Mamonovo, リトアニア語: Šventpilis, ポーランド語: Święta Siekierka / Świętomiejsce）は、ロシアのカリーニングラード州南西部にある町。人口は8,527人（2021年）。
ポーランドとの国境に近く、歴史的には東プロイセンに属し、1945年まではハイリゲンバイル（ドイツ語: Heiligenbeil）の名で知られた。

## 地理
マモノヴォはカリーニングラード州の南西端のポーランド国境付近に位置し、ヴィトゥシュカ川（ヤルフト川）が流れバルト海のヴィストゥラ潟（ヴィストゥラ湾）へ注いでいる。国境の反対側にはポーランドのヴァルミア＝マズールィ県のブラニェヴォ（ブラウンベルク）がある。マモノヴォは国境地帯にあるため軍事特別行政地区に属している。
カリーニングラード州の州都カリーニングラード（ケーニヒスベルク）からポーランドのエルブロンクへ至る道路（かつてベルリンとケーニヒスベルクを結んだ道路）はマモノヴォを通る。マモノヴォから国境までは4kmで、カリーニングラードまでは48kmである。同時に鉄道も通っている。

## 歴史

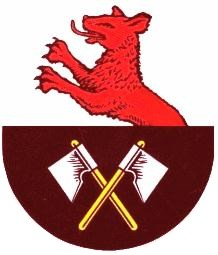
旧ハイリゲンバイルの紋章

この地には1272年まで古プルーセン人の集落「スウェントメスト」（Swentomest, プロシア語でスウェント＝聖なる、メスト＝集落）があったが、1272年にドイツ騎士団が征服した。1301年にはハイリゲンシュタット（Heiligenstadt、聖なる町）の集落が築かれた。1344年にはハイリゲンビル（Heiligenbil）と改名され1349年には教会が建てられた。ドイツ騎士団総長ヴィンリッヒ・フォン・クニップローデ（Winrich von Kniprode）は1370年のロダウの戦いの後にこの地に聖アウグスチノ修道会の修道院を開いた。ハイリゲンバイルの名は、異教徒が崇拝する聖なるオークを同会の修道僧が切り倒すのに使う聖なる斧（プロシア語で「bila」）にちなむ。

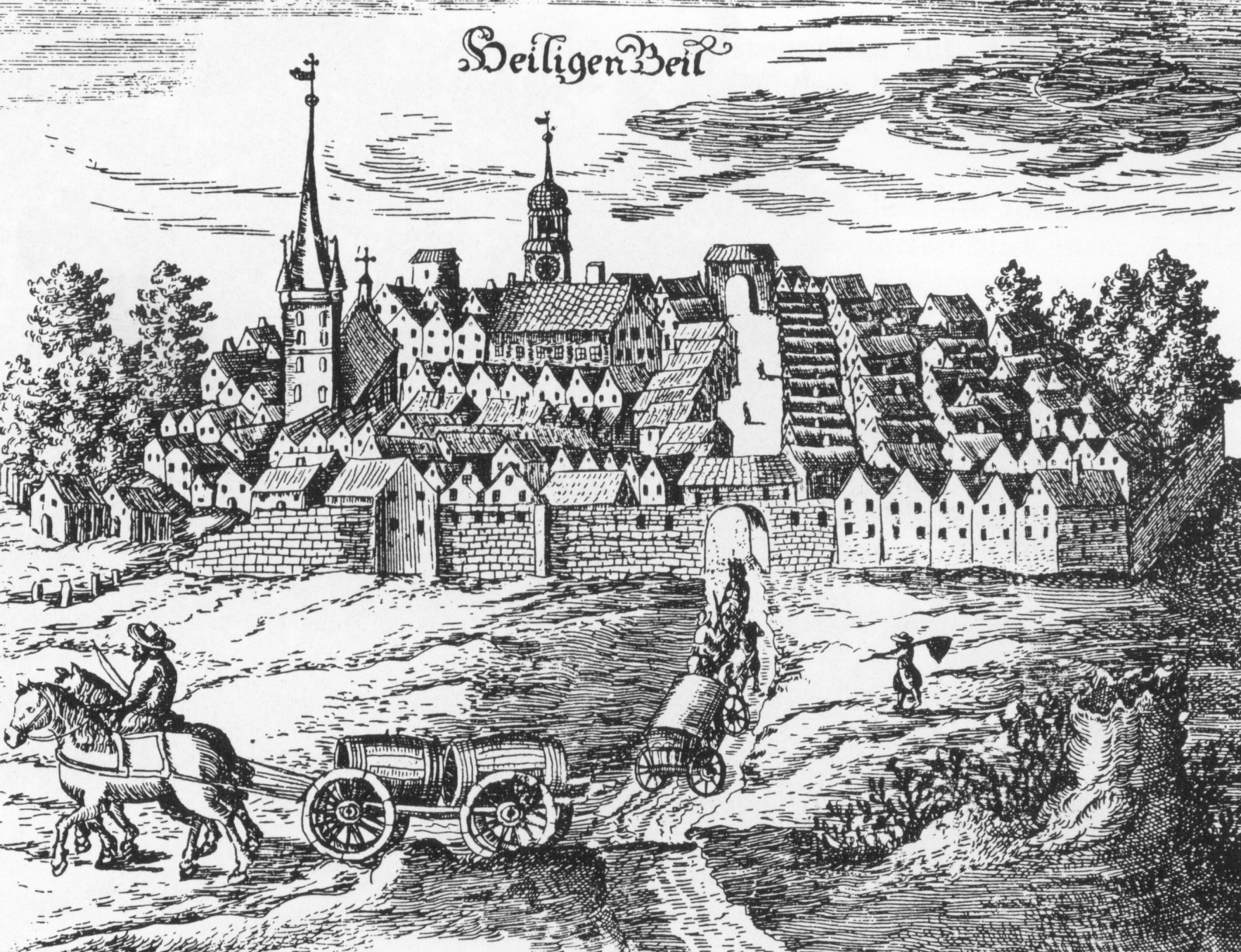
17世紀のハイリゲンバイル

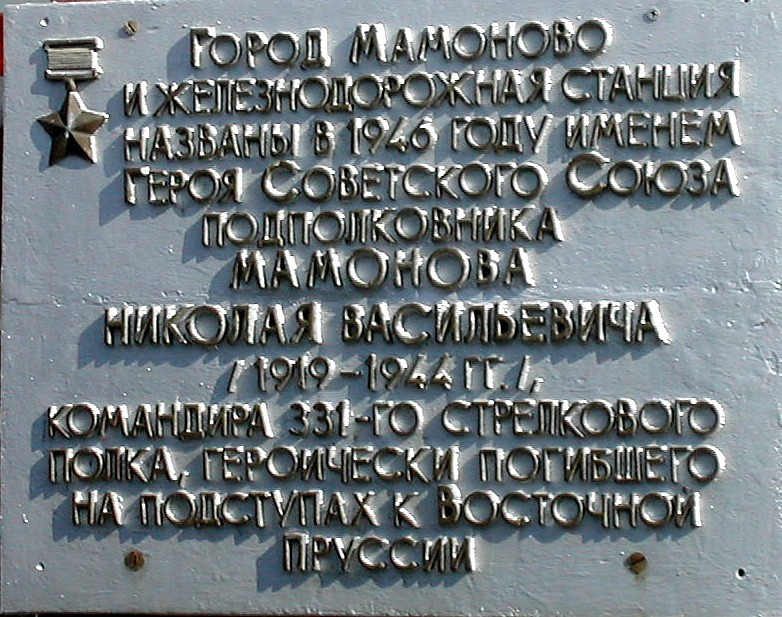
マモノヴォ駅にあるソ連邦英雄ニコライ・マモノフを記念する銘板

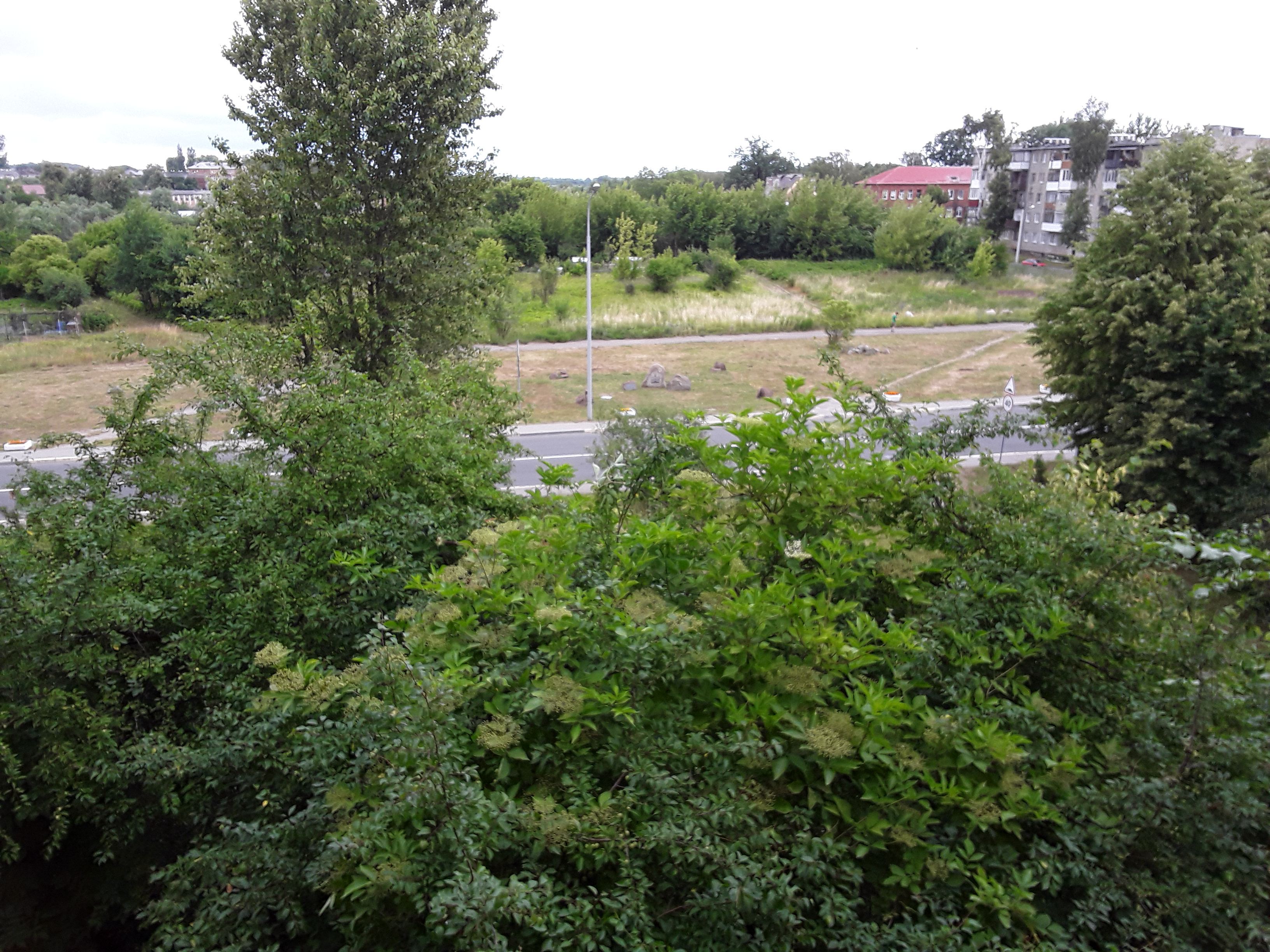
旧ハイリゲンバイル市街の跡地（市庁舎跡地付近）

近くにはヴィストゥラ潟の水運を支配するためにドイツ騎士団が築いたバルガ城もあった。当初はワルミア（エルムラント）司教領であったハイリゲンバイルは、後にワルミアからナタンギアに所属変えをされた。1525年にはプロシア公領の一部となり、1701年にはプロイセン王国の一部になった。
1939年にはハイリゲンバイルは12,000人ほどの人口を数えた。第二次世界大戦の独ソ戦末期にはハイリゲンバイルは東プロイセン攻勢の激戦地となった。1944年冬から1945年1月にかけて、東プロイセン各地からの避難民がハイリゲンバイルから凍るヴィストゥラ潟を渡ってピラウ（現在のバルチースク）へ向かった。1945年1月、ハイリゲンバイルは赤軍に包囲され両軍の戦闘が始まった。ドイツ軍は街に残った民間人を包囲前に脱出させることに失敗しており、結果として市民多数も犠牲になった。ハイリゲンバイル・ポケットに残ったドイツ国防軍第4軍は3月29日に最終的に降伏し、近郊のバルガ城もハイリゲンバイルの街並みも完全に破壊された。ハイリゲンバイル郡には戦前53,000人がいたが、その20%は死亡し、その他の人々も収容所での飢餓や病気、強姦、流刑などの被害にあった。
第二次世界大戦が終わると東プロイセンの北部はソビエト連邦に編入された。ハイリゲンバイル郡はソ連とポーランドに二分され、ソ連領に入ったハイリゲンバイルはマモノヴォと改名された。マモノヴォという現在の地名は赤軍司令官ニコライ・ヴァシリエヴィチ・マモノフの名に由来する。マモノフは1944年10月26日にポーランド中部のプウトゥスク（Pułtusk）で戦死し、死後ソ連邦英雄となった。
ドイツ人追放は1948年には終わり、以後ソ連各地からの新住民が住むようになった。周囲の村などは、戦争で破壊されたまま国境地帯の戦略的役割のため再建されず消滅したものも多いが、マモノヴォは再建された。ただし現在の市街地は旧市街の北西に新たに築かれたもので、旧市街の多くは更地になっており、古い建物や道路の跡を見ることができる。旧市街の南にはハイリゲンバイルの戦いで戦死した兵士らを埋葬するドイツ軍戦没者墓地があり、2002年に修復されている。

## 姉妹都市
- Prabuty、ポーランド